# Elektrownia wodna Tokke
Elektrownia wodna Tokke – elektrownia wodna, usytuowana w gminie Tokke w regionie administracyjnym Telemark w południowej Norwegii.
Elektrownia została uruchomiona w 1961 r. i rozbudowana w 1962 r. Wykorzystuje różnicę poziomów pomiędzy jeziorami Vinjevatn i Bandak, wynoszącą 394 m. Woda spada podziemnym rurociągiem-tunelem długości 17 km do budynku elektrowni, usytuowanego w Dalen, 377 m poniżej lustra wody w zbiorniku górnym. W elektrowni zainstalowano cztery turbiny Francisa o łącznej mocy 430 MW. Średnia roczna produkcja wynosi 2140 GWh energii.
Poziom wody w zbiorniku Vinjevatn jest regulowany na wysokości od 466 do 462 m n.p.m. Uzupełnianie zasobów wody w jeziorze Vinjevatn zapewnia podobna elektrownia wodna Vinje.
Budowa elektrowni była częściowo finansowana z pożyczek z Banku Światowego. Elektrownia jest własnością i jest zarządzana przez państwowy koncern energetyczny Statkraft AS, działający w zakresie produkcji energii odnawialnej. Zasady funkcjonowania zespołu elektrowni  określa państwowa Regulacja Tokke-Vinjevassdraget, przyjęta w rezolucji księcia regenta z dnia 8 lutego 1957 r.